# Mora megye
Mora megye az Amerikai Egyesült Államokban, azon belül Új-Mexikó államban található. Megyeszékhelye Mora, legnagyobb városa Wagon Mound. Lakosainak száma 4189 fő (2020. április 1.). Mora megye Colfax, San Miguel, Harding, Taos, Santa Fe és Rio Arriba megyékkel határos.

## Népesség
A megye népességének változása:
| Lakosok száma | 4882 | 4794 | 4701 | 4704 | 4596 | 4189 |
|               | 2010 | 2011 | 2012 | 2013 | 2015 | 2020 |